# Baildon n.º 131
Baildon n.º 131 es un municipio rural canadiense situado en la provincia de Saskatchewan.

## Superficie
Baildon n.º 131 tiene una superficie de 829,56 km².

## Demografía
En 2021, tenía 583 habitantes, una densidad poblacional de 0,7 hab./km², y 208 viviendas.